# Simon Joseph Coren-Fustier
Simon Joseph Coren-Fustier est un homme politique français né le 27 avril 1747 aux Vans (Ardèche) et mort le 26 février 1823 à Chambonas (Ardèche).

## Biographie
Avocat en 1771, il devient juge aux Vans en 1777. Juge de paix en 1790 puis administrateur du département, il est un partisan très modéré de la Révolution. Il est député de l'Ardèche à la Convention, siégeant avec la Plaine et vote pour le bannissement de Louis XVI. Il passe au Conseil des Anciens le 23 vendémiaire an IV, siégeant avec les royalistes. Il quitte le conseil en l'an V.